# Левченко Віталій Володимирович
Віта́лій Володи́мирович Ле́вченко — український військовослужбовець, начальник Військової служби правопорядку.

## Життєпис
Народився 1975 року. На військовій службі з 1994 року. Брав участь у АТО/ООС на території Донецької та Луганської областей. У липні 2024 призначений начальником військової служби правопорядку у Збройних силах України.
18 квітня 2025 року полковнику Віталію Левченку присвоєно звання бригадного генерала.

## Нагороди
- орден Богдана Хмельницького I ступеня (30 вересня 2024) — за особисту мужність, виявлену у захисті державного суверенітету та територіальної цілісності України, самовіддане виконання військового обов'язку[3].
- медаль «Захиснику Вітчизни» (27 грудня 2022) — за особисту мужність і самовідданість, виявлені у захисті державного суверенітету та територіальної цілісності України, вірність військовій присязі, сумлінне та бездоганне служіння Українському народові[4].